# Villa Medicea di Careggi
A Villa Medicea di Careggi é um palácio da Itália, sendo uma das mais antigas villas pertencentes à Família Médici. Fica localizada numa zona ligeiramente inclinada do bairro periférico de Careggi, em Florença, na Via Gaetano Pieraccini, nº 17.

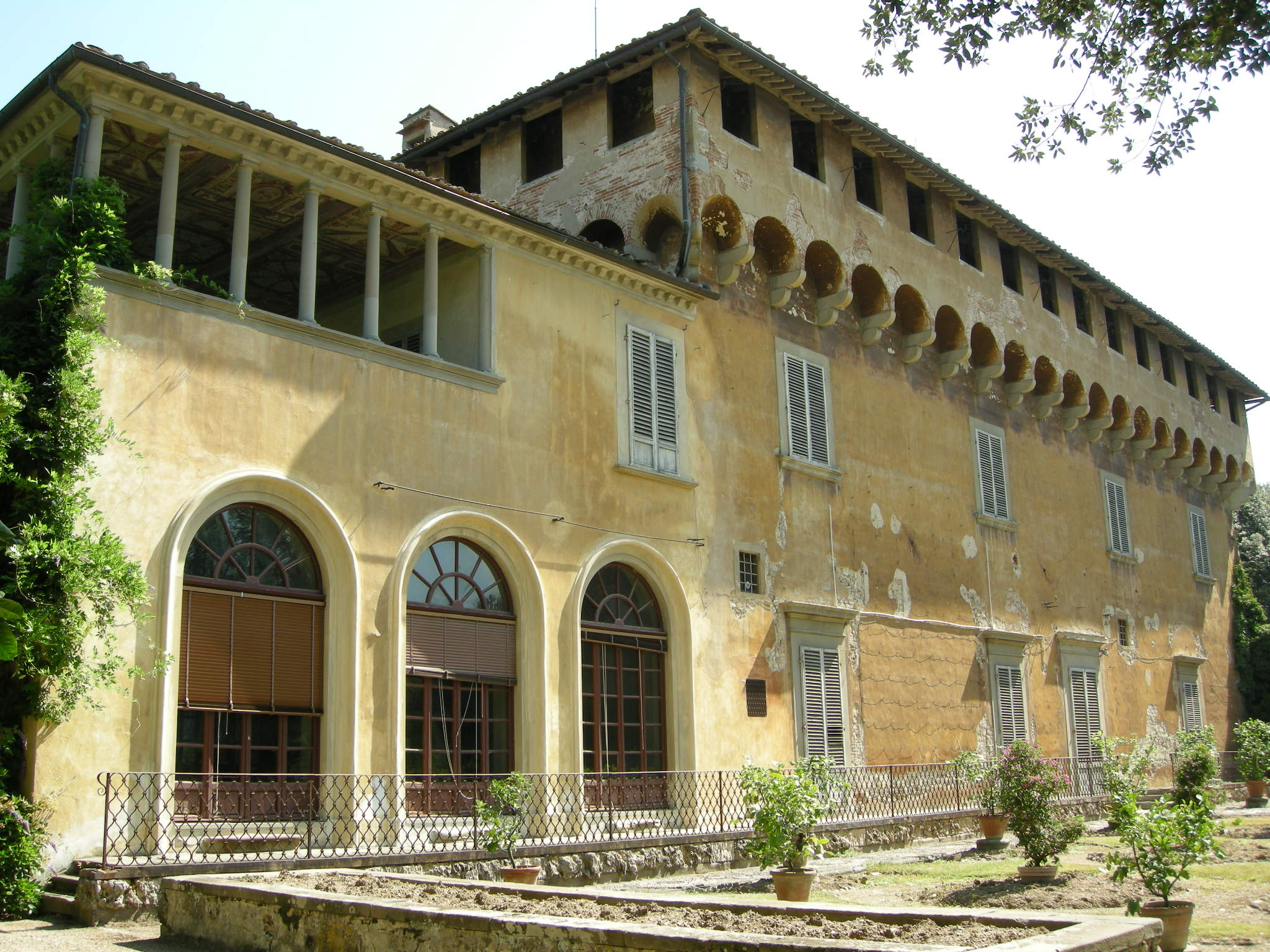
Fachada da Villa Medicea di Careggi.

## História

### A origem

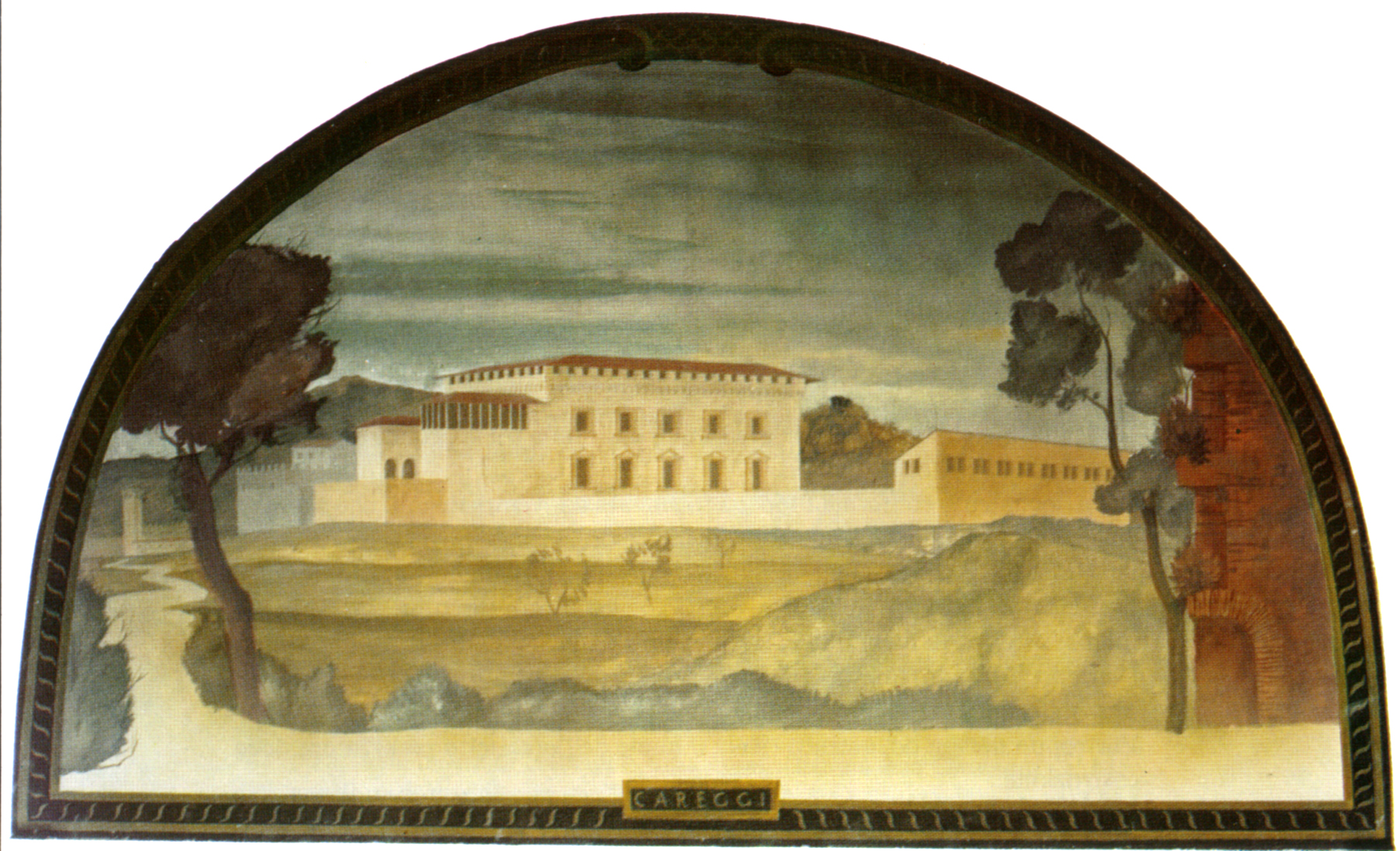
Afresco representando a Villa Medicea di Careggi, na Sala delle Ville da Villa Medicea di Artimino, restauro novecentista inspirado em Giusto Utens.

Pelo menos desde o século XIV que a zona de Careggi era fértil em prestigiosas propriedades de ricos florentinos, como testemunha o visitante Giovanni Villani, em 1325, ao afirmar:
"uma bela região de vilarejos, melhor casada e ajardinada que outras terras".
Em 1417, João de Bicci de Médici, o fundador da fortuna dos Médici, adquiriu sobre a colina chamada de Monterivecchi alguns terrenos e propriedades de Tommaso Lippi, com um contrato datado de 7 de Junho daquele ano. Trata-se da terceira villa campestre da família, depois da Villa Medicea di Cafaggiolo e da Villa Medicea del Trebbio, no Mugello, sendo a mais próxima de Florença, representando, por isso, uma aquisição estrategicamente escolhida em maior proximidade desse centro citadino, o coração dos interesses da família. Esta villa, além de ser um lugar de repouso e de paz, era também um verdadeiro centro económico, de tal forma que se podia auto-sustentar com a actividade agrícola, representando mesmo uma fonte segura de rendimentos.

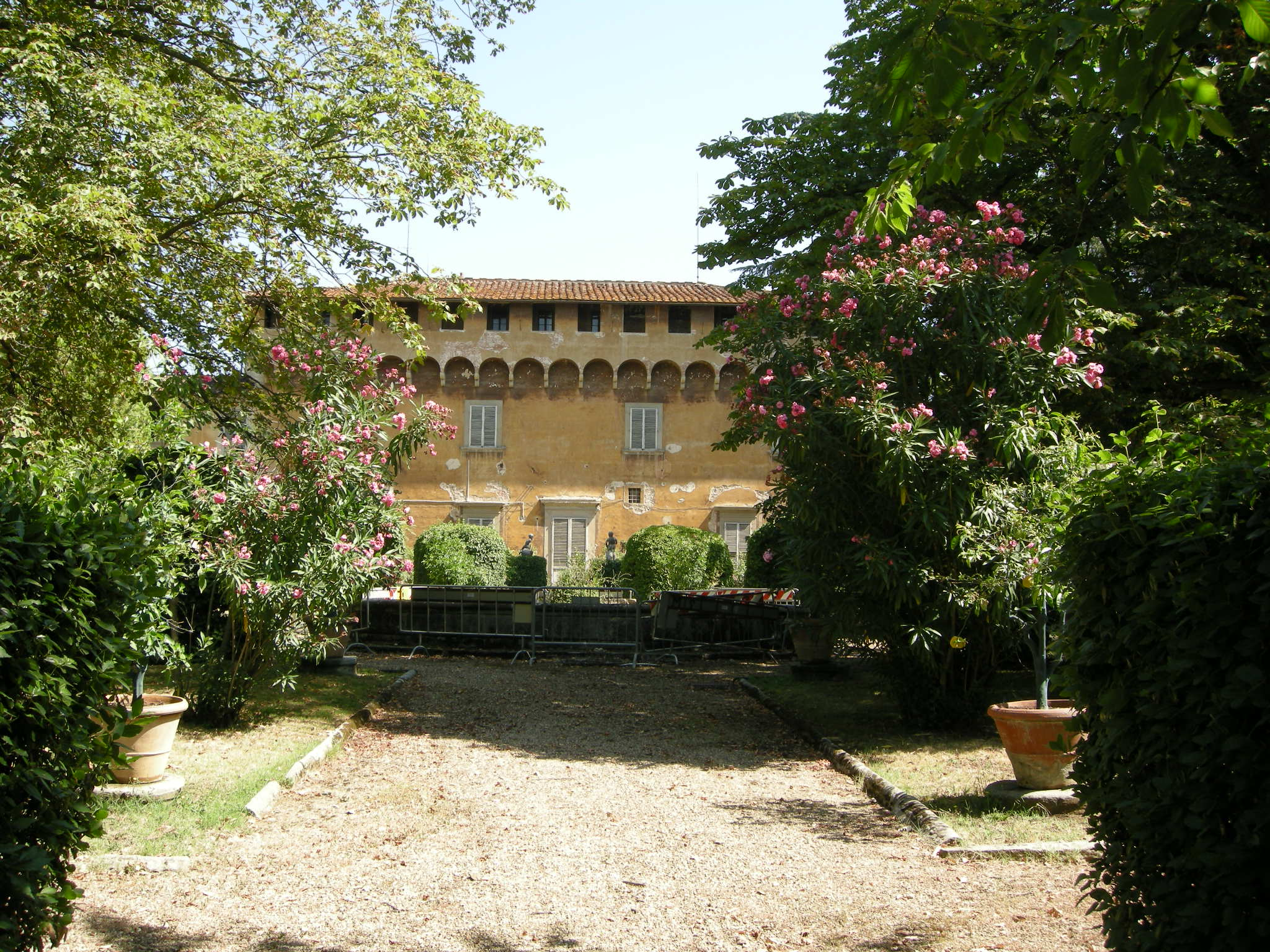
A fachada sobre o jardim.

Num primeiro período as villas eram fortificadas como castelos medievais, sendo gradualmente relançadas como loci ameni (lugares amenos), onde era possível praticar o ócio intelectual e a vida salutar em espaço aberto, pelos humanistas toscanos, através da descoberta dos clássicos de Seneca, Varrone, Marziale, Catone e Virgilio. Estas ideias foram difundidas, particularmente, a partir de meados de Quattrocento, através da obra De re aedificatoria e do tratado da Villa, ambos de Leon Battista Alberti.
A Villa Medicea di Careggi foi, portanto, reestruturada num período de transição, a primeira metade do século XV, entre a tipologia rústica e fortificada e o estilo sumptuoso e recriativo, aberta em direcção ao campo e ao jardim. A sua arquitectura exemplifica a transição, com elementos pertencentes tanto à primeira como à segunda tendência.
Quando a propriedade de Careggi foi adquirida, era composta por um palácio dotado de pátio, loggia, poço, adega, cavalariça, torre, horta e duas casas, como vem registado no contrato de compra e venda. O estado do imóvel devia ser muito bom, uma vez que não foram feitas alterações inicialmente.

### Cosme o Velho e Michelozzo

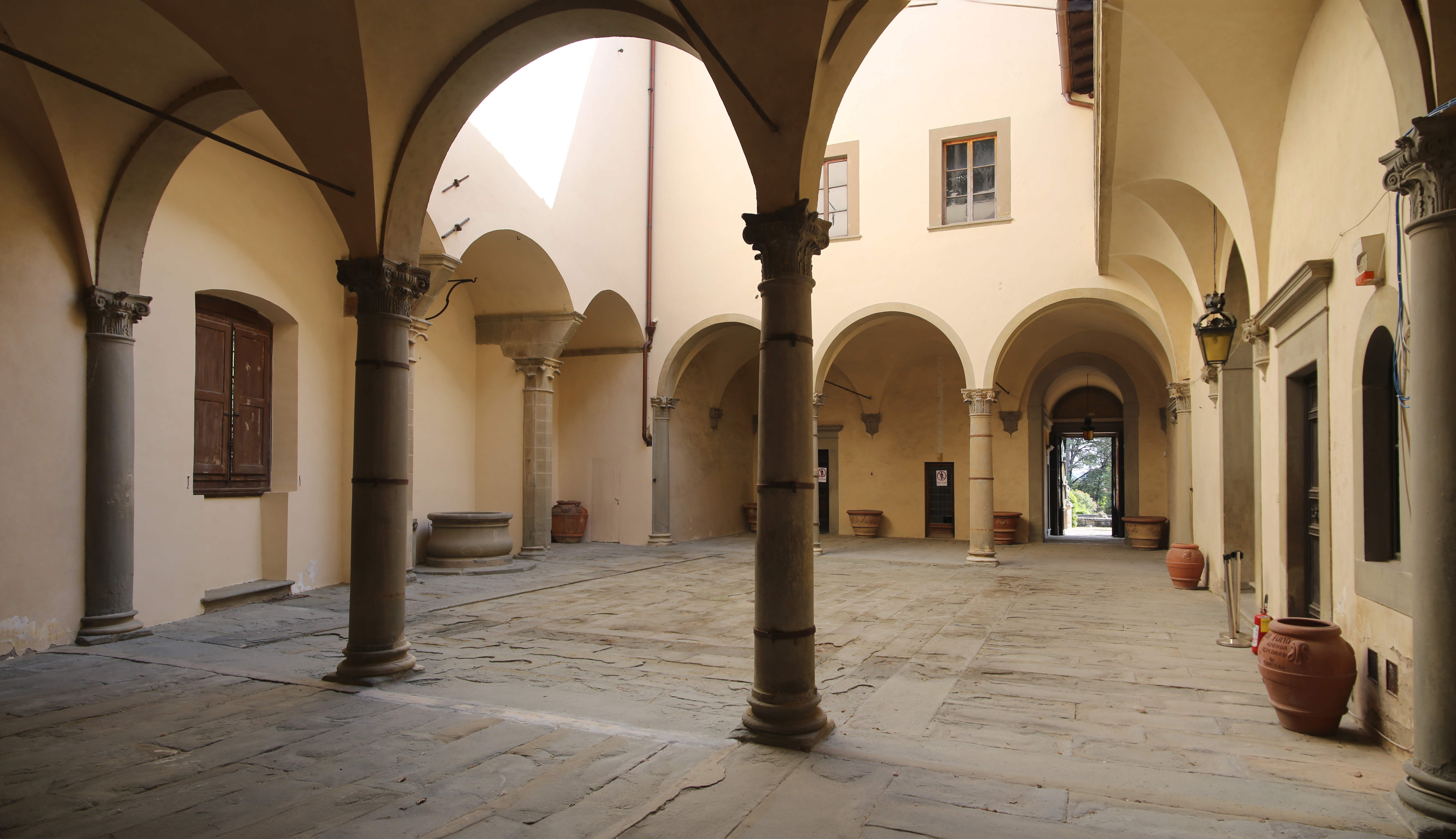
O pátio assimétrico de Michelozzo.

Somente depois da morte de João, em 1429, é que os seus filhos Cosme de Médici e Lorenço o Velhoil organizaram algumas intervenções, confiando o encargo a Michelozzo, bem antes dos trabalhos na residência citadina, o Palazzo Medici Riccardi, na Via Larga (iniciado cerca de 1444). Destas obras não temos qualquer descrição, mas resta o registo da despesa, considerando que a soma alocada deve ter sido substancial para uma intervenção bastante maciça.
Os trabalhos parecem concluídos em 1427, segundo uma carta da Contessina de Bardi (1390-1473), esposa de Cosme, que faz acreditar que a villa estava completa. De qualquer forma, estava seguramente concluída por ocasião da visita de Galeazzo Sforza, Duque de Milão, a Florença, no ano de 1459, o qual elogiou o lugar e a beleza da villa.

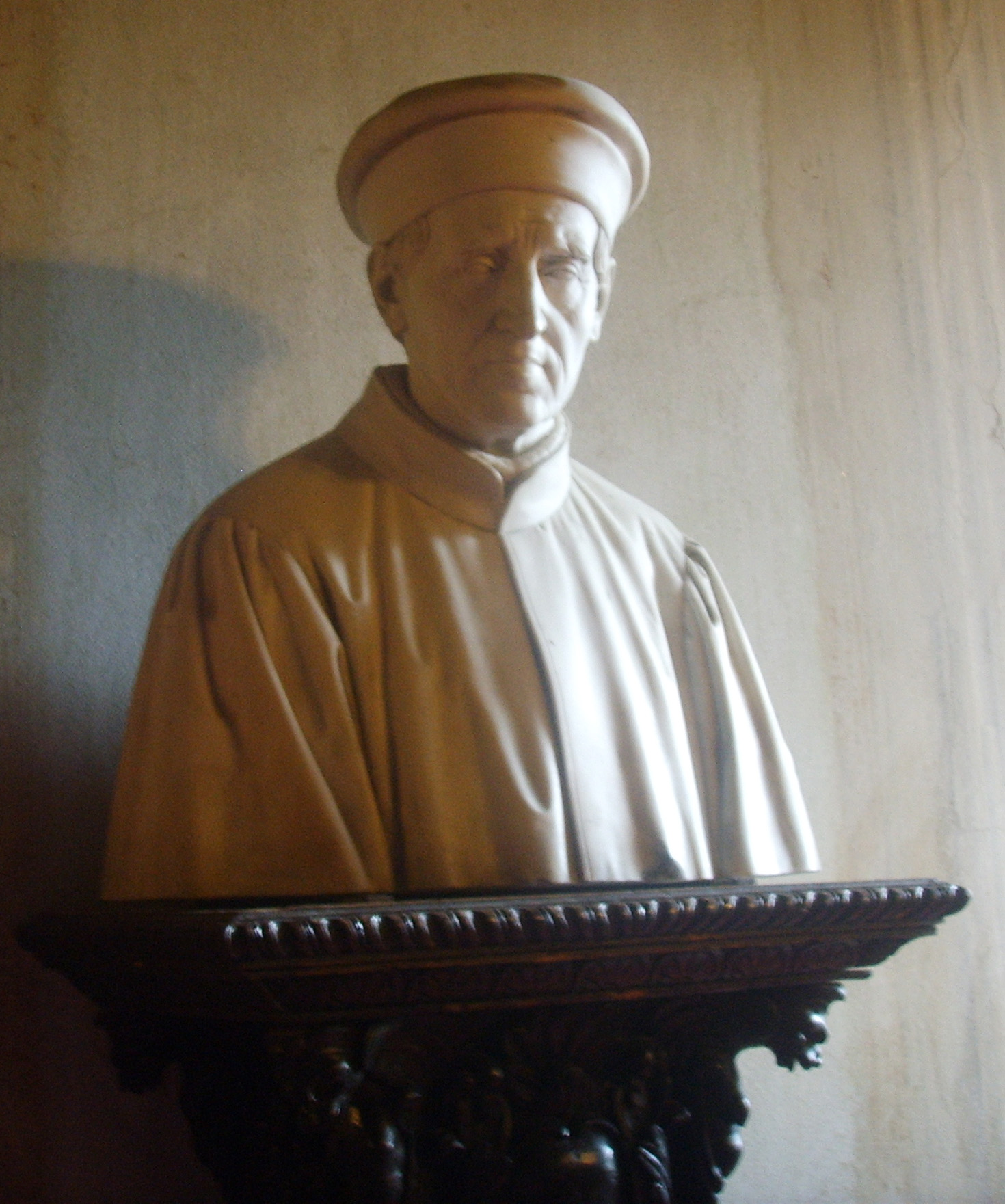
Busto de Cosme o Velho.

Estudos sobre a planimetria e sobre as fundações demonstraram que Michelozzo agiu minimamante sobre a planta do edifício original. Os trabalhos concentraram-se, então, nos ambientes internos, a partir do pátio, e sobre o alçado do palácio. A galeria ameada criada sobre a parede exterior é uma herança da estrutura medieval (essa herança também se encontra, por exemplo, na Villa Medicea del Trebbio), mas inserida no conjunto mais amplo da villa lembra mais uma menção que um elemento criado por exigência defensiva. Definitivamente, o aspecto da villa é mais o de um palácio que o de uma fortificação, particularmente evidente se confrontado com as mais arcaicas Villa Medicea del Trebbio e Villa Medicea di Cafaggiolo. A villa tinha mantido uma torre ameada, representada em desenhos e gravuras do final do século XVII. A Michelozzo são também atribuídas as duas alas laterais que se estendem a oeste em direcção ao jardim, mais baixas que o corpo central e que são caracterizadas, no piso térreo, por duas loggias abertas, com três arcadas cada uma e capitéis compósitos semelhantes aos do pátio.
Cosme o Velho já intuía, tomando a lição dos antigos, a vocação cultural do edifício, onde o estudo e a especulação filosófica podiam decorrer na relaxante amenidade do campo. Cosme transferiu, de facto, a sua biblioteca e uma parte da colecção de objectos e obras de arte; além disso, havia dado uma habitação na villa a Marsilio Ficino para tê-lo sempre vizinho da sua família.

### Lourenço o Magnífico

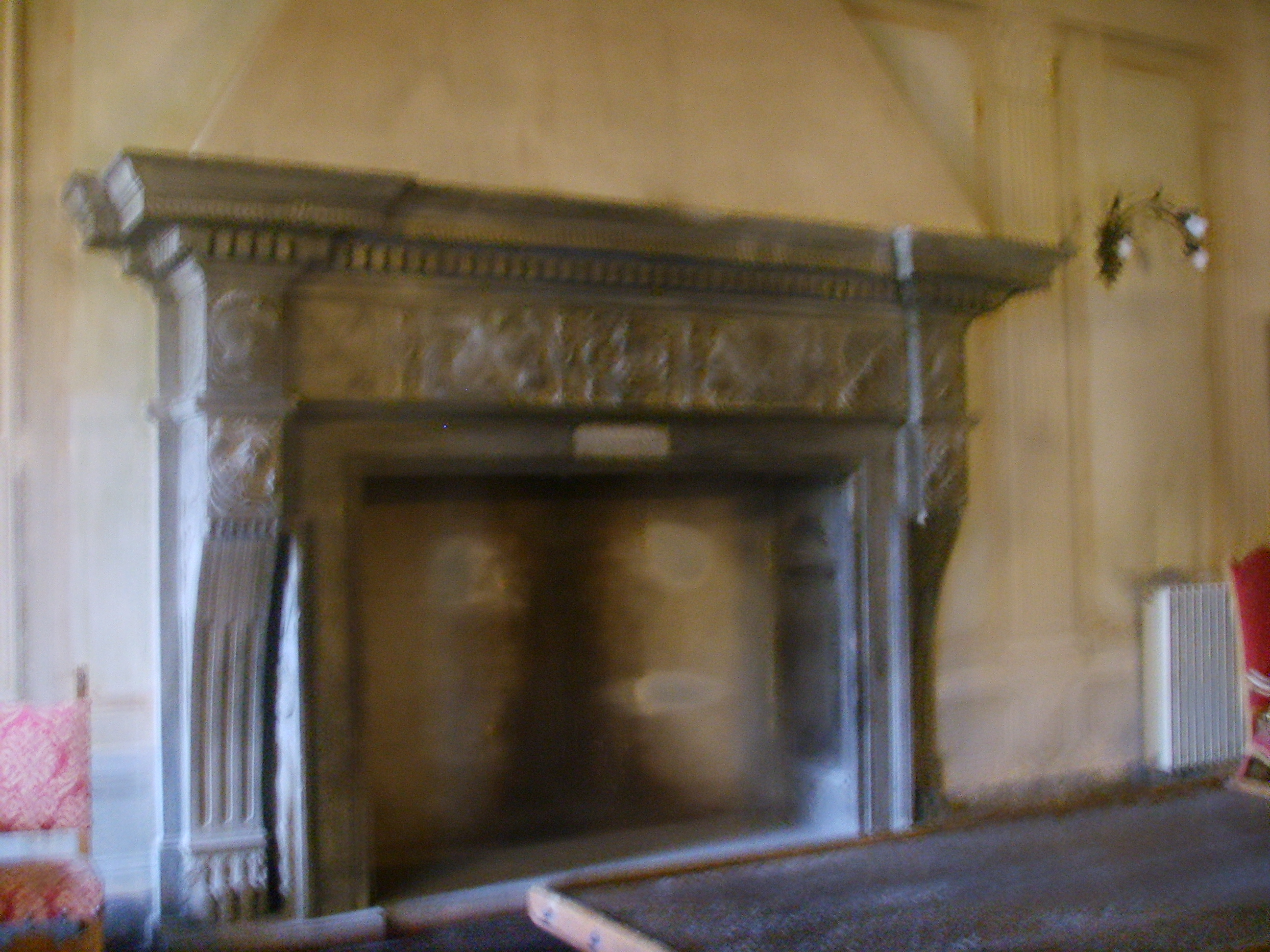
A Sala del Camino (Sala da Lareira).

Na Villa Medicea di Careggi nasceu e morreu Lourenço o Magnífico (1448-1492), o qual herdou a villa do avô depois do breve parêntesis do governo do seu pai, Pedro, o Gotoso. Lourenço elegeu Careggi como a sua residência preferida e aqui fez reunir o círculo da Accademia Neoplatonica, organizando na villa o centro cultural e artístico do primeiro Renascimento por excelência. Entre os frequentadores da Accademia encontravam-se os maiores humanistas da época: Marsilio Ficino, Agnolo Poliziano e Pico della Mirandola.

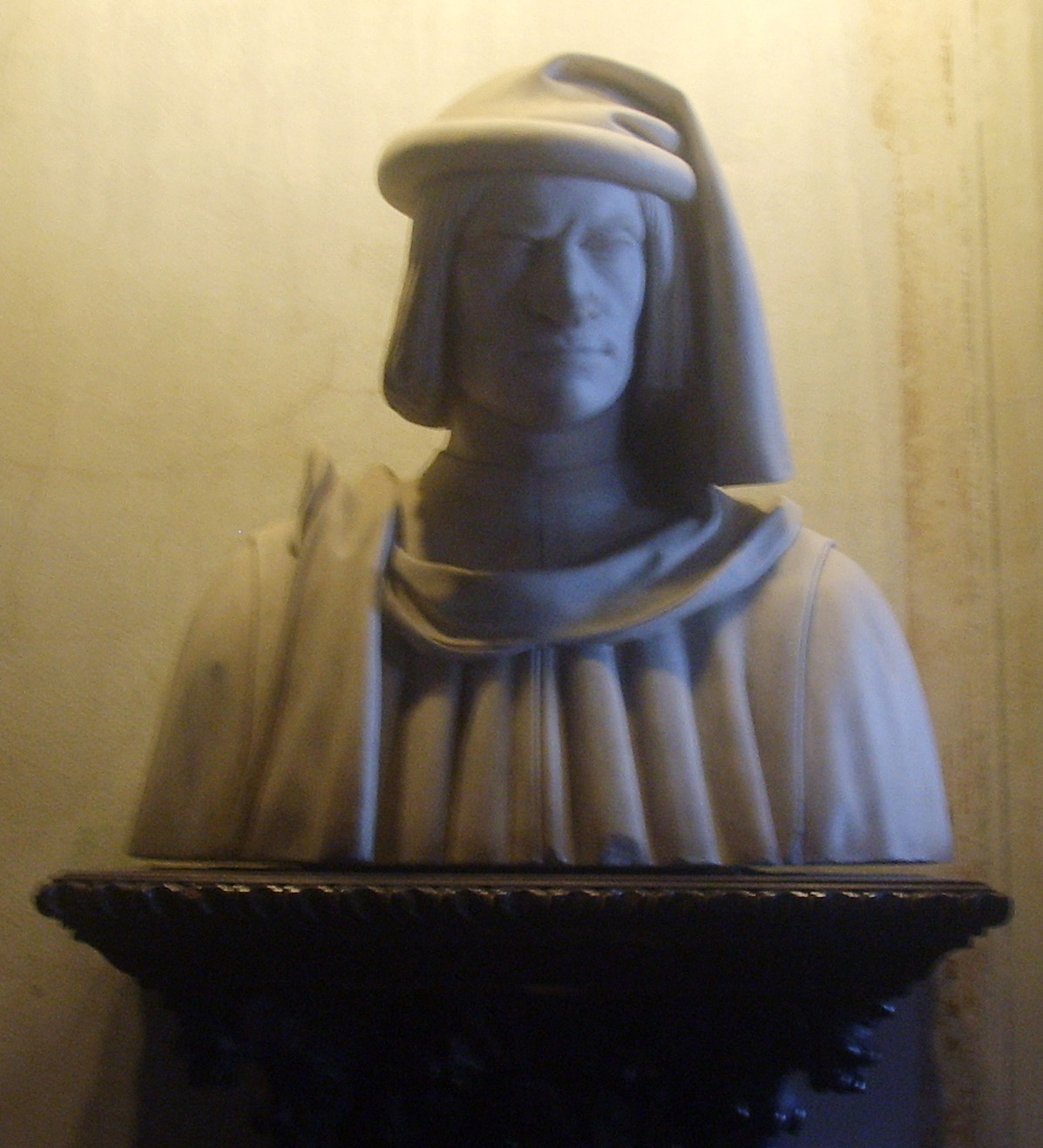
Busto de Lourenço o Magnífico.

O humanismo florentino tomou os seus numerosos símbolos do passado, num clima que podemos definir de esotérico (no sentido de relacionado com uma cultura da iniziati - de iniciados), onde as estátuas, os objectos de arte e a paisagem idênticos aos do passado encarnavam ideais abstractos. Neste período surgiu a lareira com baixos relevos no salão do primeiro andar (datada de 1465) e, possivelmente (a atribuição é muito discutida) a galeria (loggetta) panorâmica no mesmo piso, atribuída a Giuliano da Sangallo. Esta estrutura, desalinhada com o resto do edifício, pode remontar ao último período da vida de Lourenço o Magnífico, ou talvez ao segundo decénio do século XVI.

### O século XVI

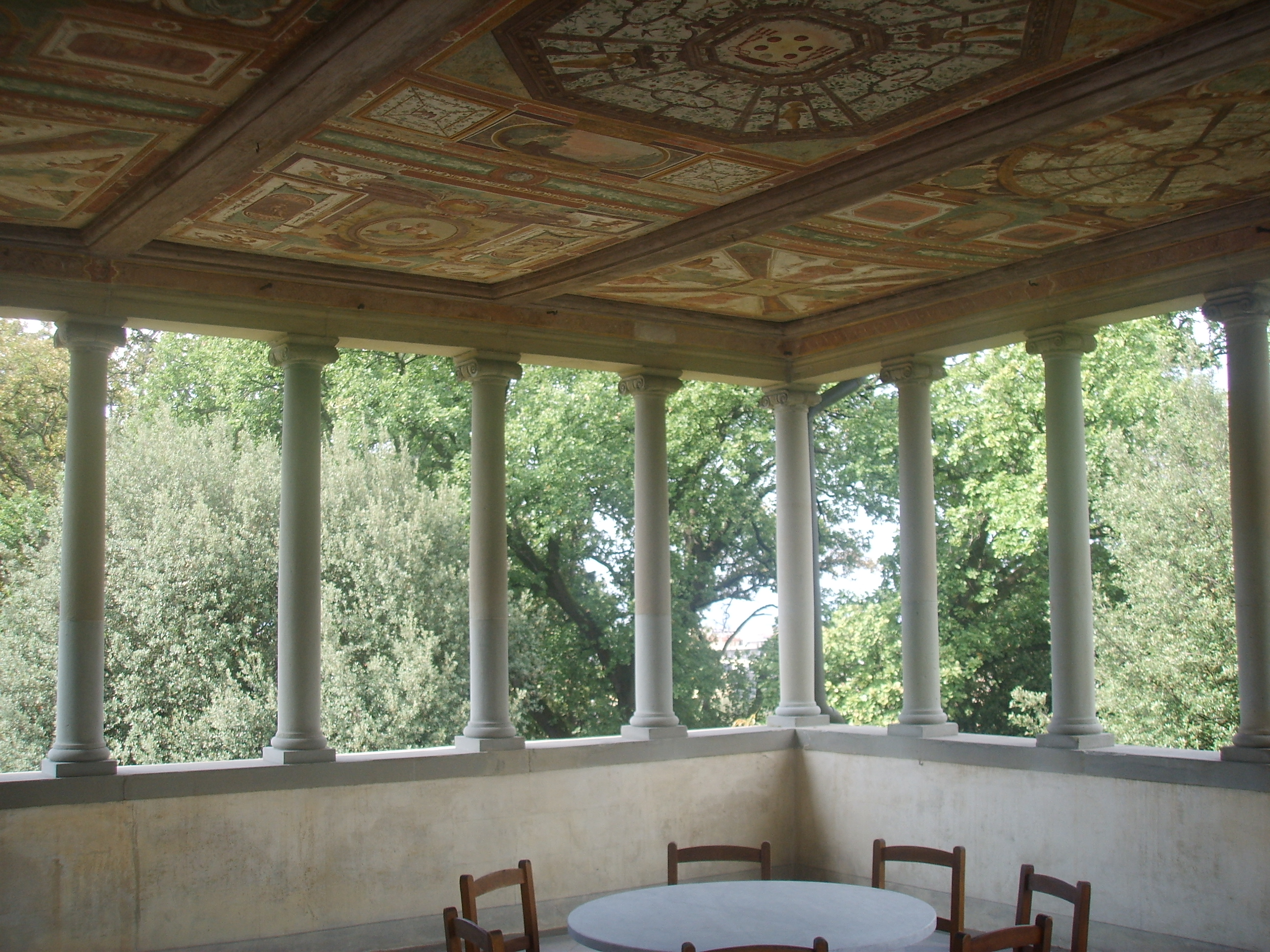
A galeria do primeiro andar.

Com a morte de Lourenço e a expulsão dos Médici, em 1498, a villa não foi confiscada como aconteceu com outras propriedades da família, mas mudou de mãos por herança e passou por algumas intercorrências, entre as quais um desastroso incêndio que a danificou em 1529, durante a última fase republicana de Florença. Com o regresso dos Médici, o duque Alessandro herdou a villa e procedeu às necessárias reconstruções. É deste período a breve escadaria que leva ao primeiro andar e, talvez, a galeria deste piso. Vasari registou algumas informações sobre a decoração da villa, infelizmente pouco claras e não confirmadas por outras fontes. Pontormo, ajudado pelo pintor Jacone, havia pintado neste período o tecto da loggia, mas devido à escolha de uma técnica errada (a seco em vez de  a fresco), a pintura deteriorou-se rapidamente.
Cosme I não gostou de Careggi, preferindo outras residências, sobretudo a Villa Medicea del Trebbio, e destinou-a em 1569 ao obscuro personagem que era o seu filho mais novo, Pietro, personalidade guerreira e tumultuosa, culpado mesmo de uxoricídio (assassínio da esposa) na Villa di Cafaggiolo.

### O século XVII

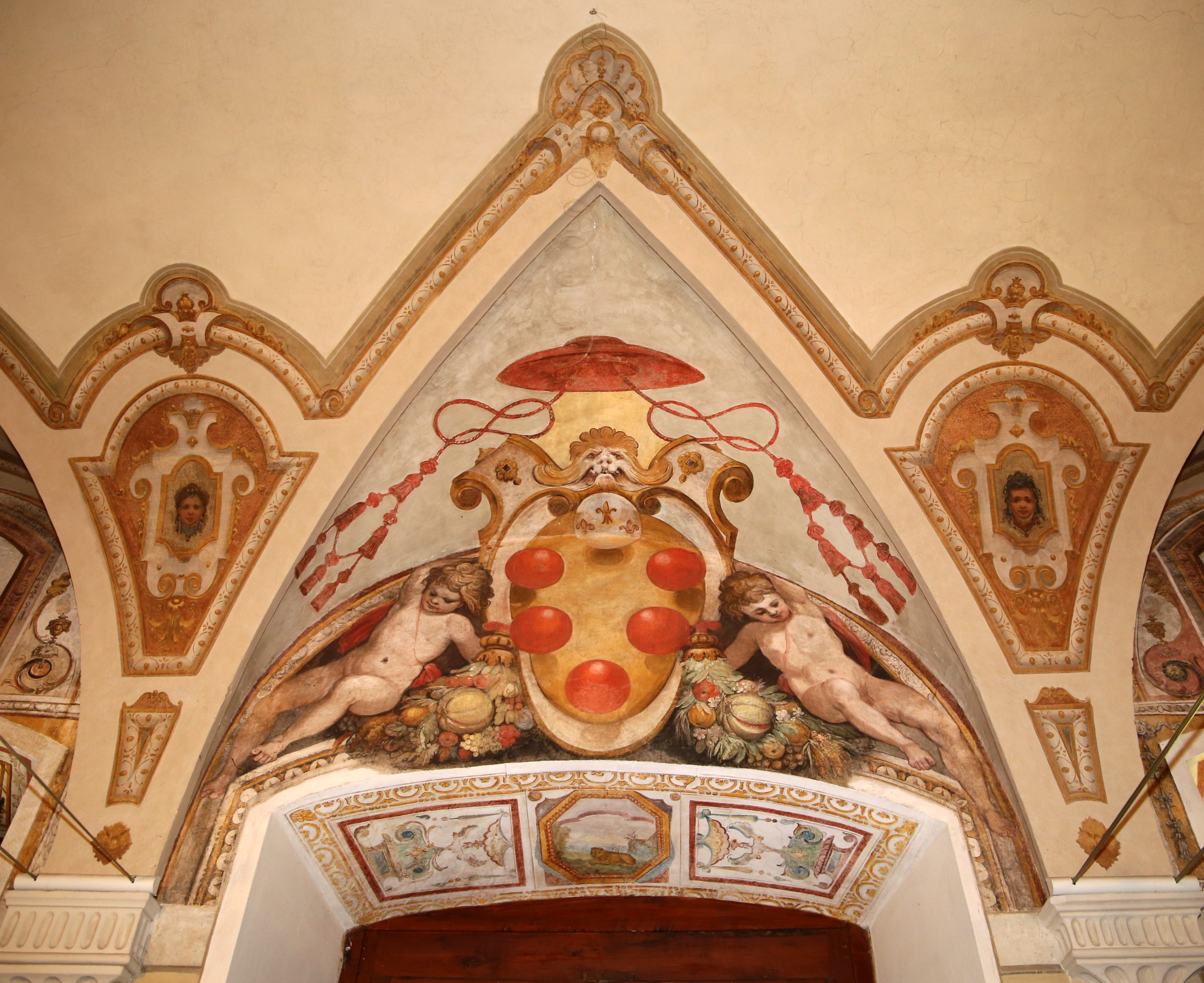
O brasão cardinalício de Carlo de Médici.

A revitalização da villa deu-se quando dela tomou posse o Príncipe Carlo de' Medici (1609), o qual no seguimento da sua nomeação como Cardeal, em 1615, empreendeu um amplo projecto de reeestruturação da villa e do jardim. Entre as obras que ainda se podem admirar encontra-se o salão affrescato do andar térreo, a decoração da loggia do primeiro andar, a Grotticina (Gruta) e o Studiolo dei Medici (Estúdio dos Médici). A torre do século XIV desapareceu a favor de um destino mais moderno do espaço.
O jardim foi reestruturado pelos famosos arquitectos dos Jardins do Bóboli, no Palazzo Pitti, Giulio Parigi e o seu filho Alfonso, especialmente sobre o lado meridional com um caminho assinalado com seixos coloridos, com duas estátuas de Nani ainda hoje presentes.

### O século XVIII
Com a extinção da linhagem Médici, os Lorena iniciam uma reorganização de todas as propriedades campestres herdadas, com a libertação e venda das secundárias ou antiquadas, fazendo confluir mobiliários e decorações às mais importantes. A Villa Medicea di Careggi não teve uma sorte favorável e, tendo em vista o precário estado de conservação dos edifícios, o Grão-Duque Pietro Leopoldo decidiu vender o conjunto a Vincenzo Orsi em 1780. No entanto, pouco tempo depois, contemporaneamente à chegada de viajantes românticos que faziam o Grand Tour, assistiu-se também a um renovado interesse pelos Médici e pela Accademia Neoplatonica, estimulado pela publicação de numerosas obras literárias, sobretudo no estrangeiro.

### O século XIX

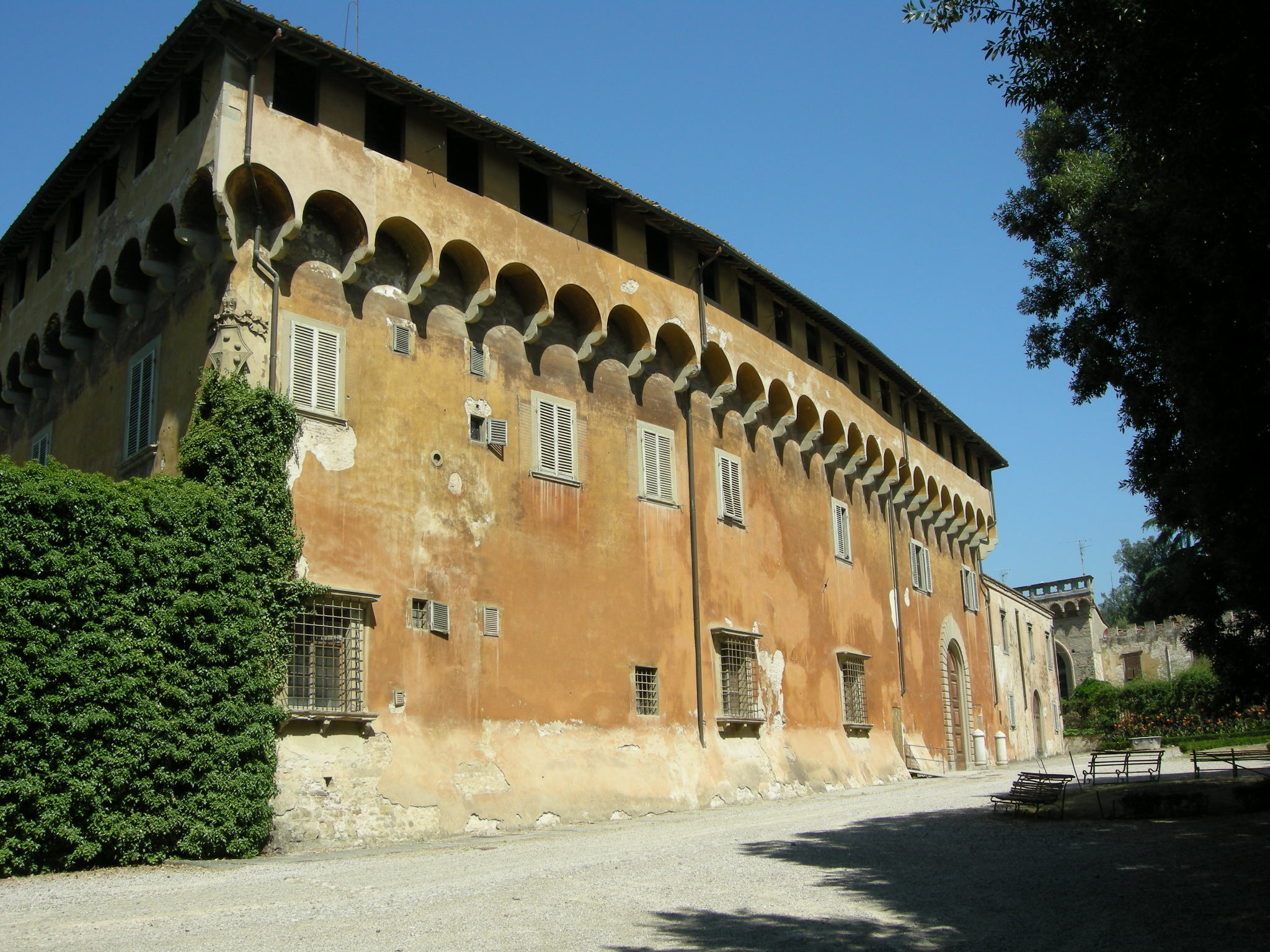
Entrada lateral da Villa Medicea di Careggi.

A villa passou em seguida para a posse da família Holland, da qual fazia parte um ministro próximo do governo florentino. Estes proprietários fizeram pintar a fresco, na loggia do primeiro andar que dá sobre o jardim, a cena que representa a "Execução do médico de Lourenço o Magnífico no poço da villa" (Uccisione del medico di Lorenzo il Magnifico nel pozzo della villa), de George F. Watts (1845).
Com o crescimento do mito de Lourenço, sobretudo dirigido ao público inglês, levou à aquisição da villa por Sir Francis Joseph Sloane, em 1848, o qual instalou durante a sua posse numerosas e importantes transformações:
- A fachada este (por onde se entra actualmente) foi prolongada;
- O átrio de entrada foi redimensionado;
- Os quartos do primeiro andar foram redecorados em estilo neomedieval;
- O jardim foi ampliado e redesenhado, com novos canteiros geométricos à italiana e um grande parque à inglesa.

Sir Sloane era um botânico apaixonado e transplantou no parque numerosas plantas raras e insólitas, como os medronheiros da Grécia, com a casca avermelhada (apelidados por isso de "alberi della pelle" - "madeira da pele"), uma sequoia californiana, plantas de cedro, etc. Também a Orangerie (Jardim de Inverno) foi criado neste período, assim como o grande mecanismo de madeira, que ainda se conserva, usado para a deslocação dos grandes vasos de citrinos. Depois da morte de Sir Sloane a propriedade passou para o conde Augusto Boutourlin.

### O século XX e a época contemporânea
Em 1901, uma nova transferência de propriedade, para a família Sergè, comportou somente o prosseguimento da manutenção rotineira da villa. A última proprietária, Rosina Cirillo Fornaciari, vendeu todo o complexo ao Arcispedale di Santa Maria Nuova (Hospital de Santa Maria Nova), em 1936. Com a realização contígua do Ospedale di Careggi (Hospital de Careggi), a villa hospedou então alguns dos gabinetes da direcção, tornado na actualidade Azienda Ospedaliera Universitaria di Careggi (Empresa Hospitalar Universitária de Careggi). Apesar de a villa estar aberta ao público e visitável gratuitamente nos seus ambientes principais, algumas actividades da administração hospitalar restringem a sua vocação artística e turística, não faltando exemplos de uso inadequado na história do local, como o uso de grande parte do parque à inglesa como parque de estacionamento para as viaturas do pessoal hopitalar. Estão em curso restauros ao jardim, que infelizmente impedem a sua visita.

## A Villa

### O piso térreo

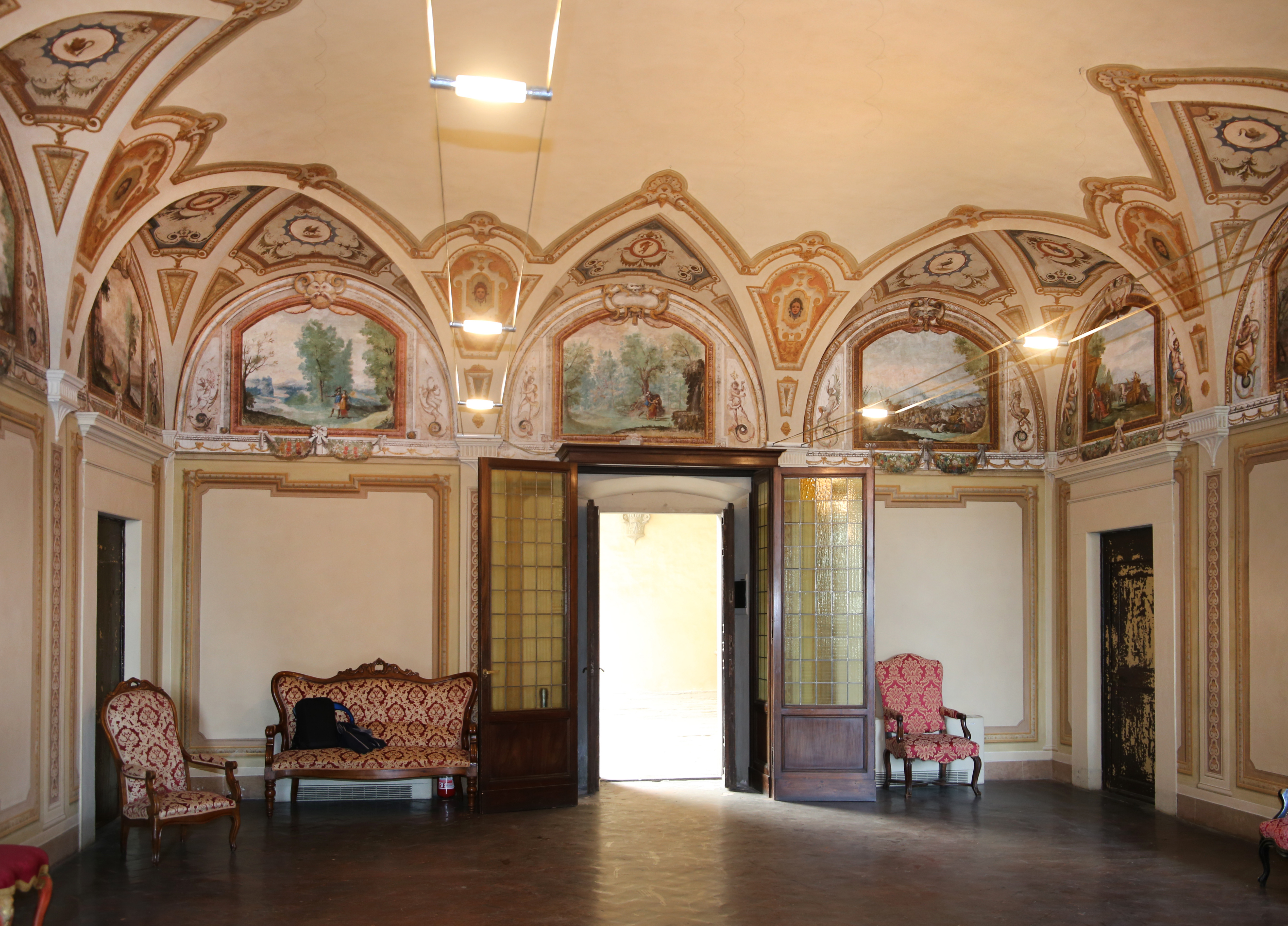
O salão affrescato.

Actualmente, a villa hospeda alguns dos gabinetes da vizinha estrutura hospitalar, pelo que poucos dos seus ambientes são visitáveis, contudo são todos muito significativos.
No piso térreo abre-se o pátio de Michelozzo. Tem uma forma trapezoidal que segue o perfil do palácio, o qual foi edificado à sua volta, seguindo o percurso da via principal que o contornava. Ao centro encontra-se um poço que provavelmente remonta ao edifício do século XIV, enquanto duas galerias se abrem sobre os lados norte e este, com arcadas a toda a todo o comprimento, constituídas por colunas com capitéis de folha de água; nos outros lados está presente um "suporte" (vão de passagem para o plano superior) e um alpendre apresentando pilastras octogonais com capitéis geométricos, típicos do estilo de Michelozzo.

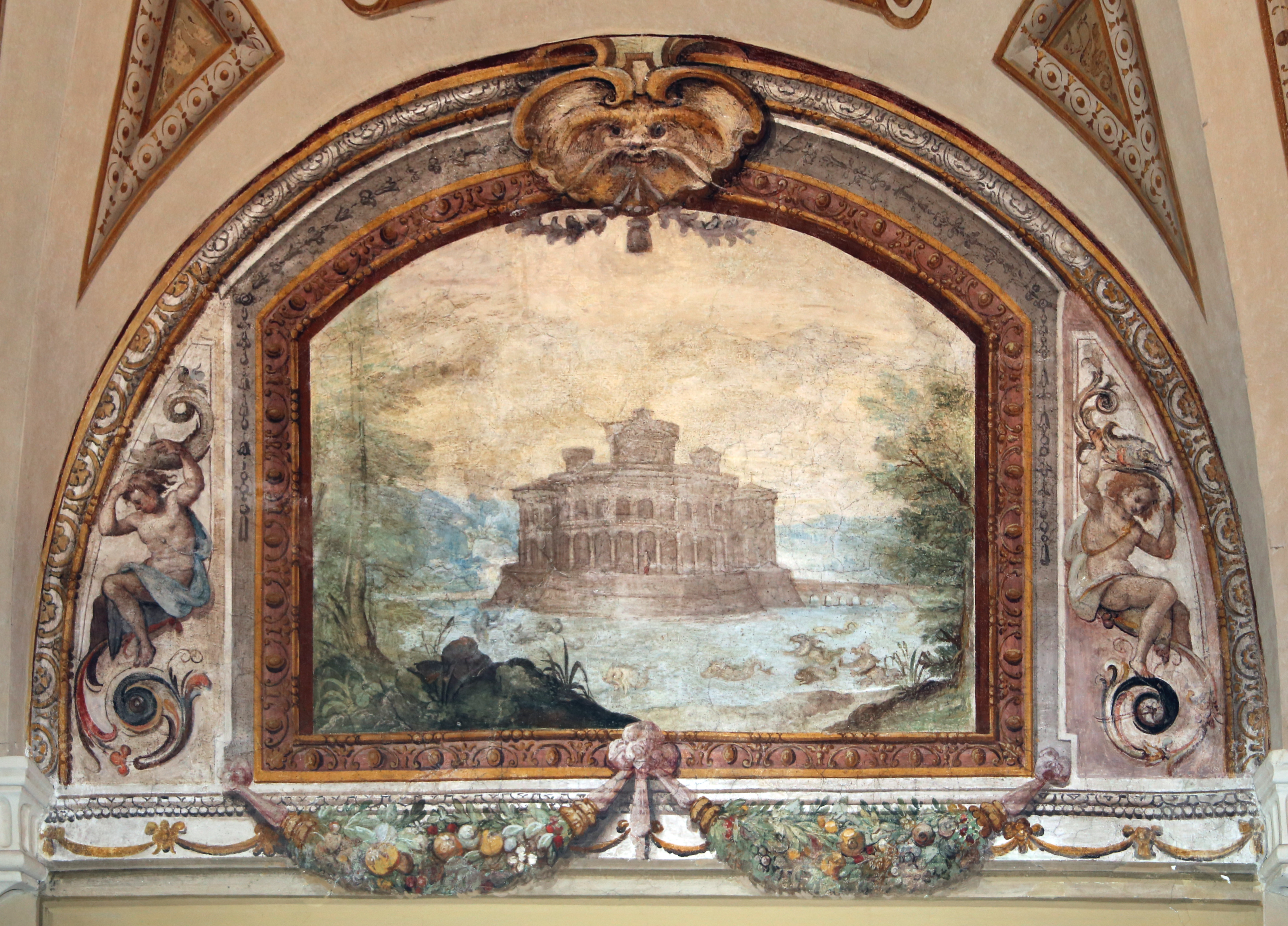
Luneta affrescata do salão.

Do pátio acede-se ao salão do piso térreo. Este ambiente é originário do início do século XVI, surgindo com o restauro empreendido pelo Cardeal Carlo de Médici. É inteiramente decorado a fresco e chamam particular atenção as 16 lunetas (cinco no lado maior, três no menor, com a central ocupada pelo brasão dos Médici) decoradas com paisagens, vistas imaginárias, costa marinha, cenas com ruínas, jardins, fontes e pequenas figuras. Distinguem-se as duas vistas da Villa Medici em Roma, então propriedade do Cardeal Carlo, e algumas cenas baseadas no poema Gerusalemme Liberata (Jerusalém libertada), de Torquato Tasso, usadas para celebrar alegoricamente a empresa contra os turcos, empreendida pelo seu irmão, o Grão-Duque Cosme III. As lunetas estão enquadradas num sistema complexo de decoração pictórica mural, com moldura, putti (figuras de crianças aladas), festões, elementos vegetais e animais. De um ponto de vista estilístico, esta pintura retomou a corrente de característica veloz e nervosa, "impressionista", da pintura de paisagens entre o século XVI e o século XVII.
Do salão chega-se aos ambientes na loggia do piso térreo, com as grandes arcadas sobre o jardim quase cobertas de vitrais. Aqui encontra-se um grande afresco de 1845, de George F. Watts, o qual representa a "Execução do médico de Lourenço o Magnífico no poço da villa" (Uccisione del medico di Lorenzo il Magnifico nel pozzo della villa), um episódio quase lendário que terá sido causado pela raiva contra aquele que não soubera curar o grande mecenas e benfeitor citadino.

### A gruta enterrada

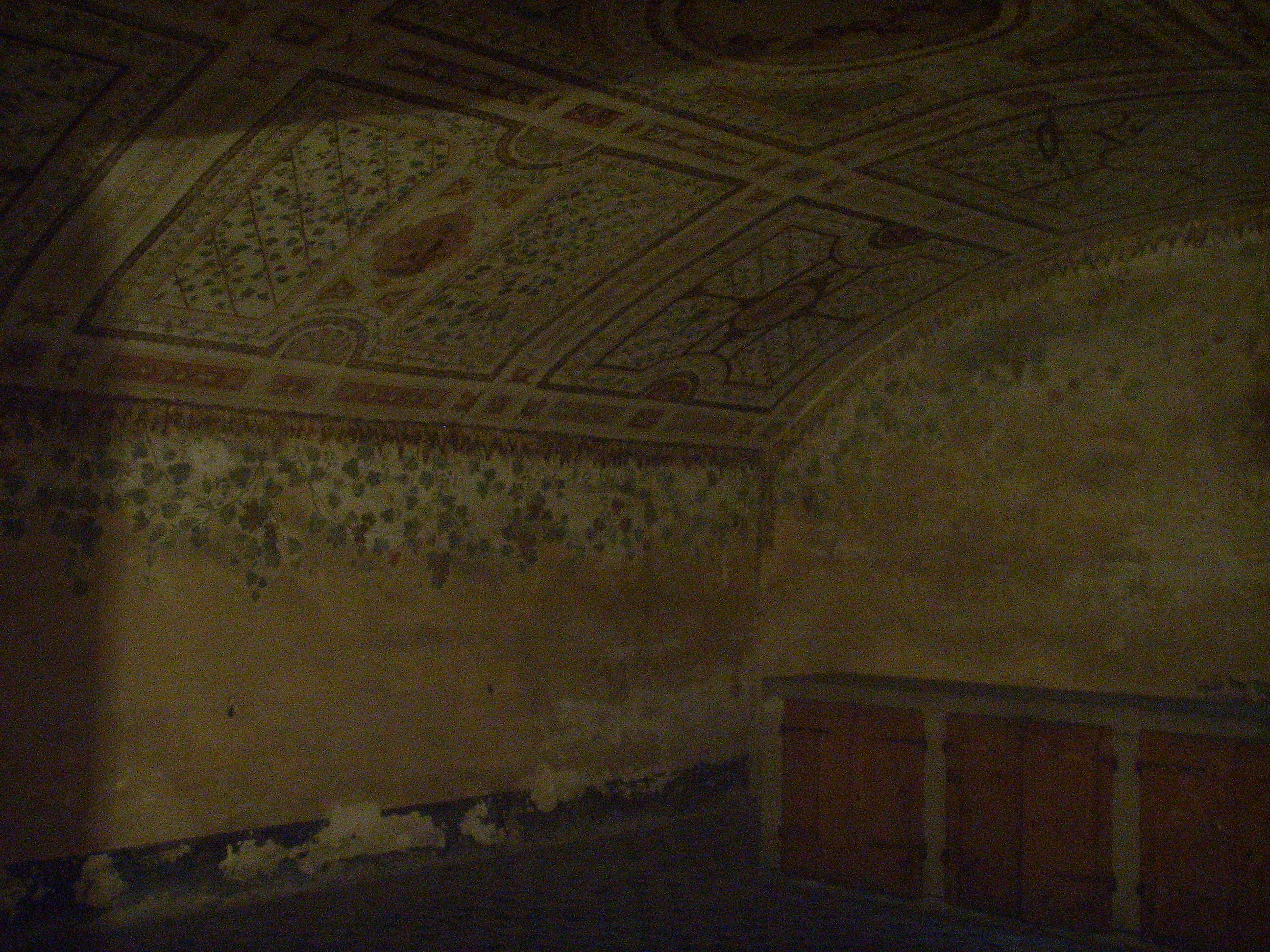
A gruta.

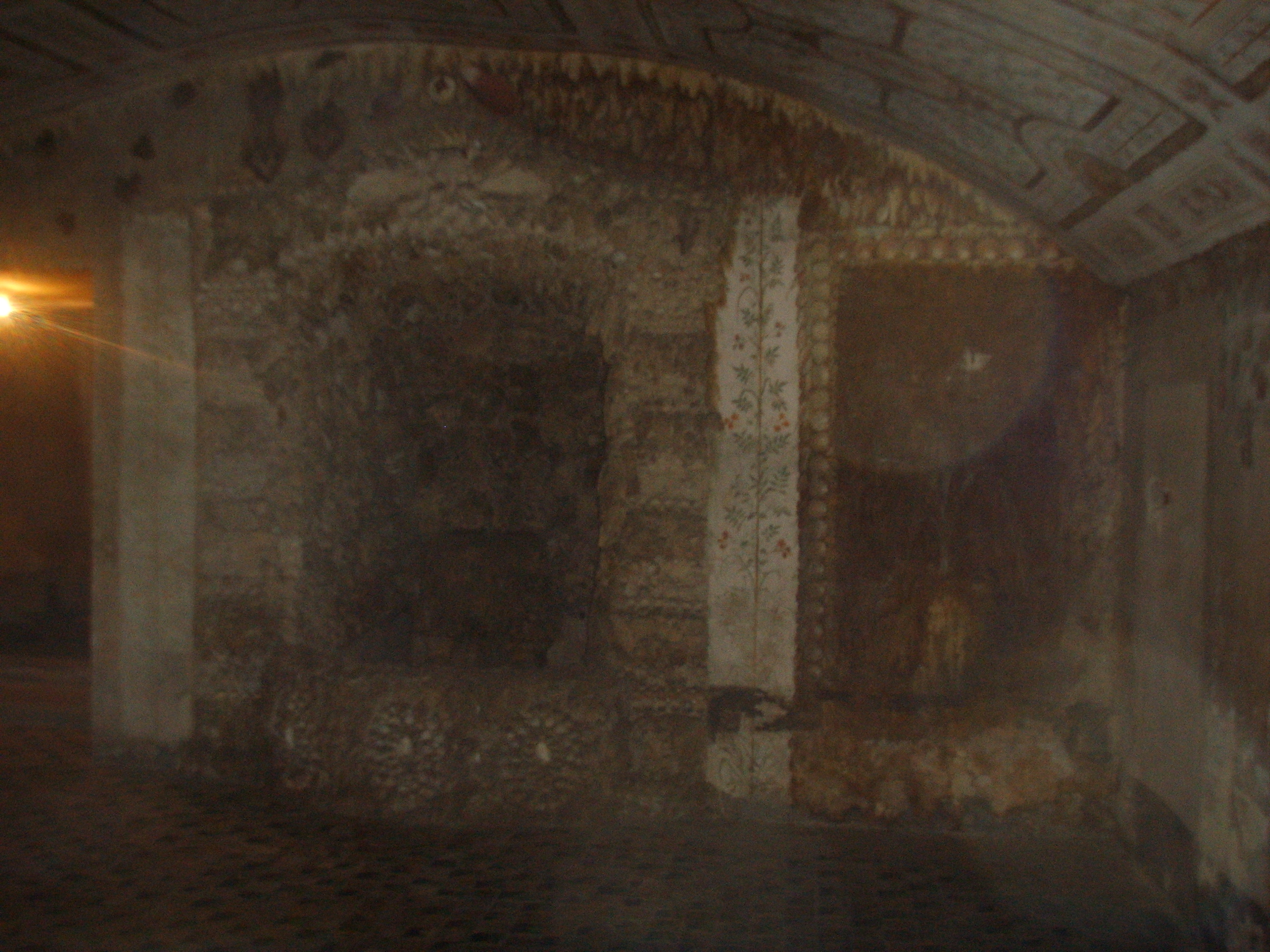
A gruta.

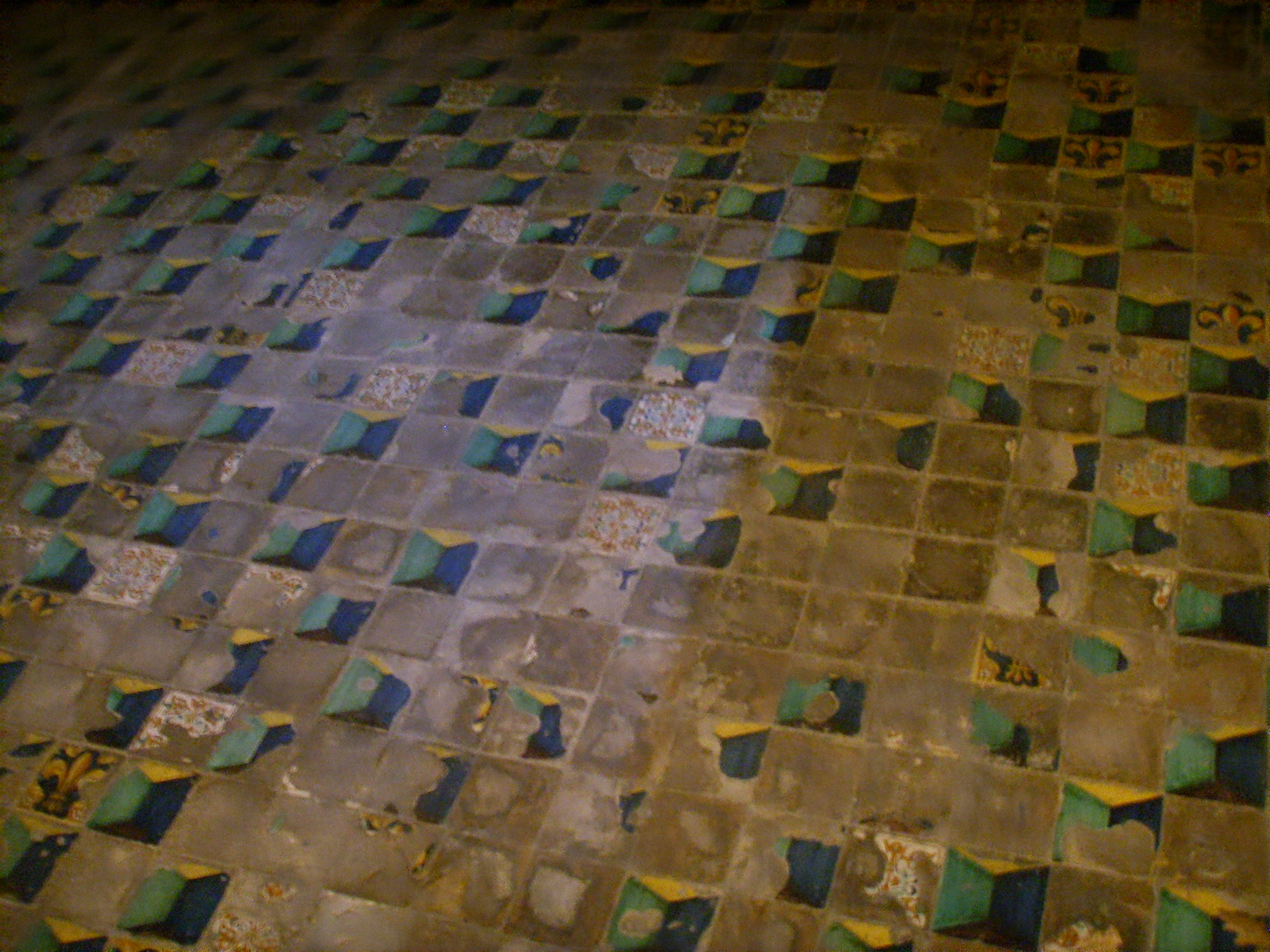
O pavimento ladrilhado da gruta.

Uma escada vizinha ao pátio leva ao piso enterrado, onde se encontra um precioso e raro exemplo de capricho (capriccio) arquitectónico representado pela Gruta (Grotticina).Este ambiente, mandado fazer pelo Cardeal Carlo de Médici no século XVII, foi conseguido através do uso de parte da adega da villa, com a abóbada abatida e uma iluminação ténue oferecida por duas aberturas em boca de lobo (a bocca di lupo). A  gruta fantástica (grotte fantastiche), típica do gosto maneirista, difundiu-se nas villas a partir do século XVI, como lugar de frescura estival e de inspirador espírito "grottesco" (palavra que deriva de grotta - gruta). Esta gruta está inteiramente decorada por pinturas com rebentos de vide, folhadens, figuras mitológicas e elementos vegetais. Reconhece-se na abóbada um Bacco e uma alegoria da Abundânia, além de algumas figuras de sátiro. Na parte central da abóbada abre-se também um óculo pelo qual se entrevé um balcão com quatro amorinos. Na parede norte, ao lado da entrada, encontra-se a verdadeira gruta, um nicho com incrustações esponjosas e estalactites recompostas, incluindo uma pequena fonte, nos dias de hoje, infelizmente, só alimentada em ocasiões especiais. Outro elemento de grande interesse é o pavimento, completamente recoberto por ladrilhos originais em majólica, decorados com motivos geométricos, elementos vegetais, flores-de-liz em ouro sobre azul, etc. Actualmente o pavimento, em alguns pontos visivelmente comprometido, exige o uso particular de protecção para os sapatos que é fornecido aos visitantes. O complexo decorativo da sala é fechado pelo armário em alvenaria vizinho da parede oposta à fonte, também este intensionalmente decorado tanto do lado interno como do externo.

### O primeiro andar

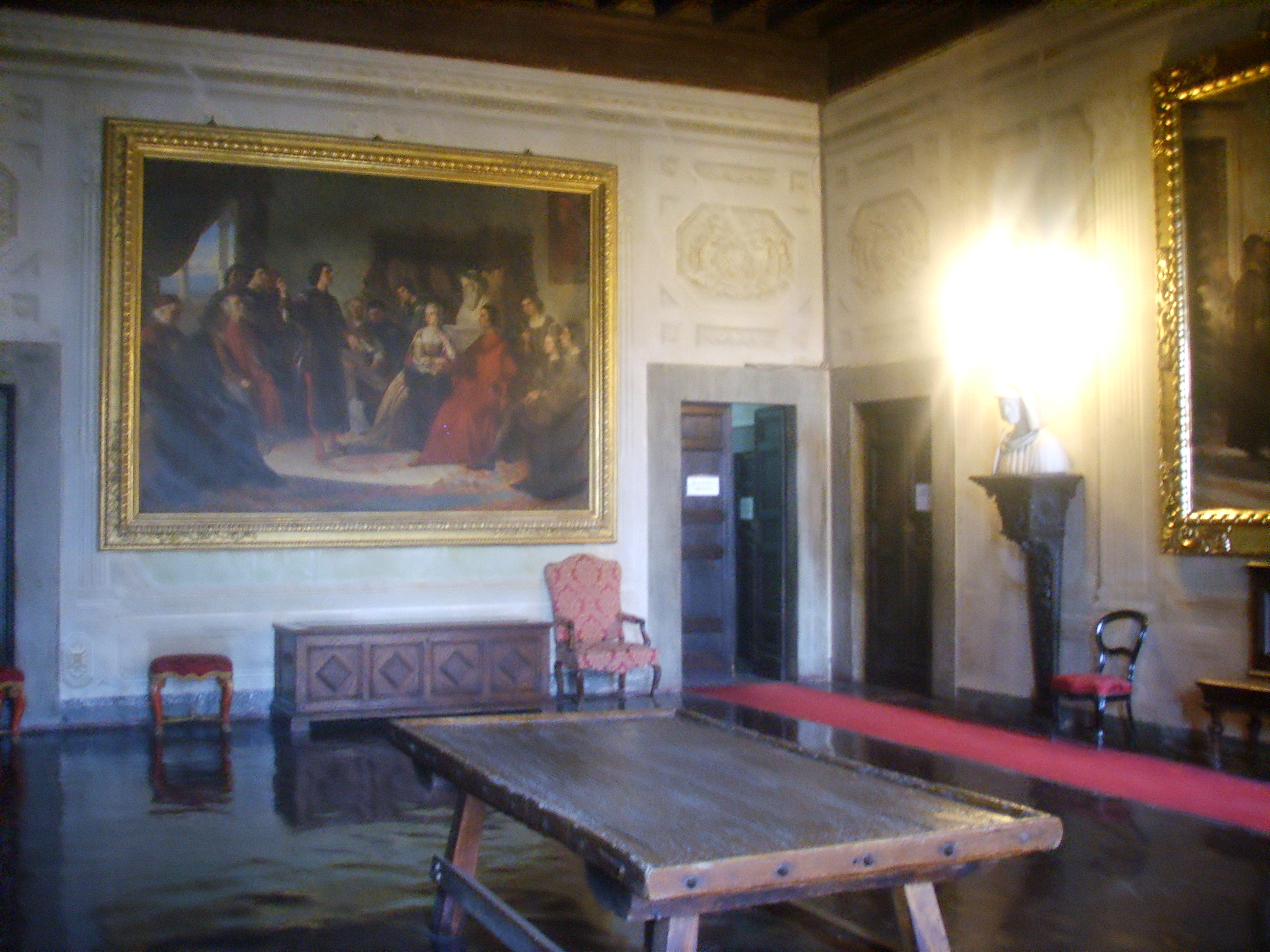
A Sala da Lareira.

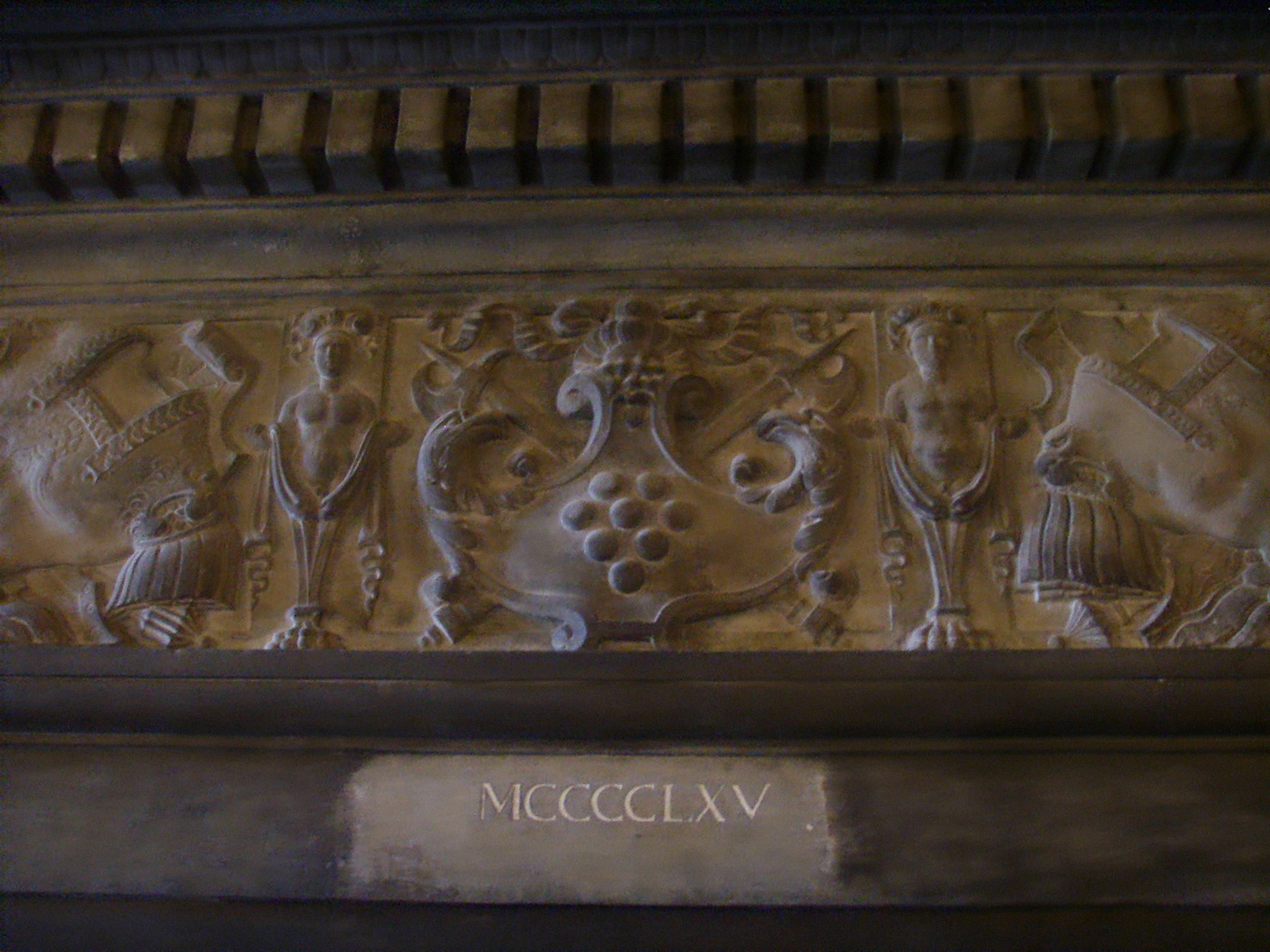
O frontão da lareira, ano MCCCCLXV.

Logo à direita da escadaria principal encontra-se o Salão da Lareira (Salone del Camino), dominado pela lareira ornada com baixos relevos e datada de 1465, e por isso proveniente da época de influência de Lourenço o Magnífico. A sala foi redecorada no século XIX em estilo neogótico, encontrando-se nela, actualmente, duas grandes telas representando episódios ligados aos antigos proprietários da villa: "Lourenço o Magnífico e o grupo de académicos durante a celebração de Platão" (Lorenzo il Magnifico e il gruppo di accademici durante le celebrazioni di Platone) e "Cosme o Velho recebe dignitários e homens da igreja na sua biblioteca (Cosimo il Vecchio riceve dignitari e uomini di chiesa nella sua biblioteca), ambos de um pintor chamado Pulcinelli. Opostos à lareira encontram-se dois bustos de mármore, com as imagens de Lourenço o Magnífico e Cosme o Velho (ambos reproduzidos acima).

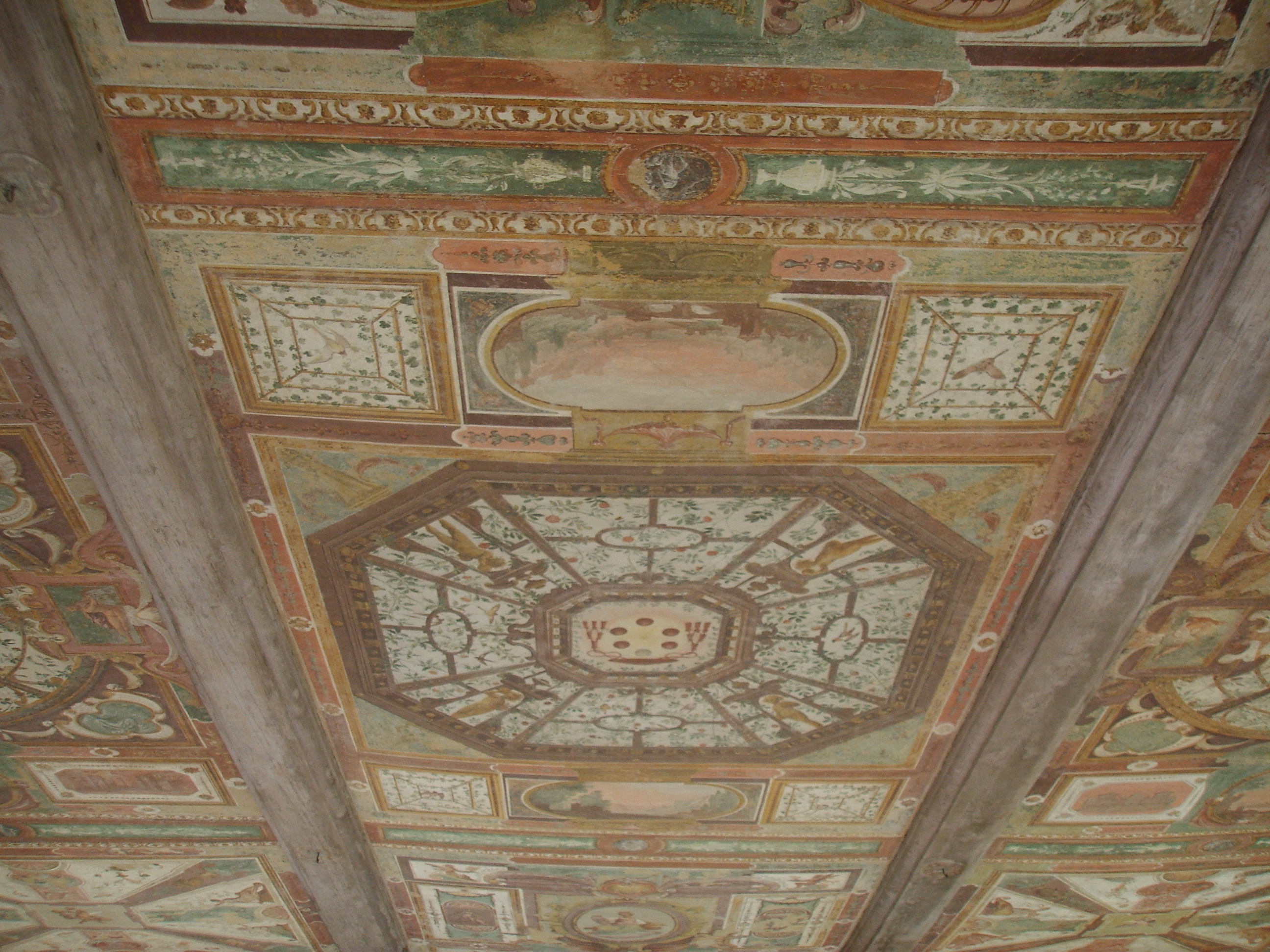
Afrescos na galeria do primeiro andar.

Pouco depois abre-se o minucioso ambiente do Estúdio dos Médici (Studiolo dei Medici), situado no ângulo sudeste da villa. Trata-se due um pequeno ambiente com abóbada abatida, decorado com afrescos grotescos nas paredes e no tecto grottesche: vistas fantásticas, elementos vegetais, zoomorfias e antropomorfias fantasiosas que se dispõem harmoniosamente sobre fundo neutro. O brasão do Cardeal Carlo de Médici, ao centro, recorda a decoração original, executada nos primeiros anos do século XVII.
De volta ao salão, chega-se à esquerda a uma sala que leva à galeria (loggeta) do primeiro andar. Esta galeria é de atribuição muito discutida: segundo alguns será da autoria de Giuliano da Sangallo, que trabalhou para o Magnífico nos últimos anos da sua vida; segundo outros virá da época do Papa Leão X, quando a família adquiriu um enorme pretígio; segundo outros, ainda, será originária do período posterior à terceira expulsão dos Médici, quando o Duque Alessandro reestruturou a villa depois de 1534. Giorgio Vasari fala dos trabalhos de Pontormo nesta galeria que, porém, na época em que escreveu já se encontravam notavelmente deteriorados devido à técnica a seco, inadequada sobretudo para o ambiente aberto. O grotesco actual do tecto é originário da época do Cardeal Carlo de Médici, de quem está representado o brasão ao centro, embora algumas vozes discordantes com o estilo de Pontormo tenham feito nascer a fascinante hipótese de algumas partes poderem ter sido desenhadas sobre um desenho precedente do mestre do maneirismo, ou que se trata, absolutamente, de zonas originais restauradas em seguida.

## O parque

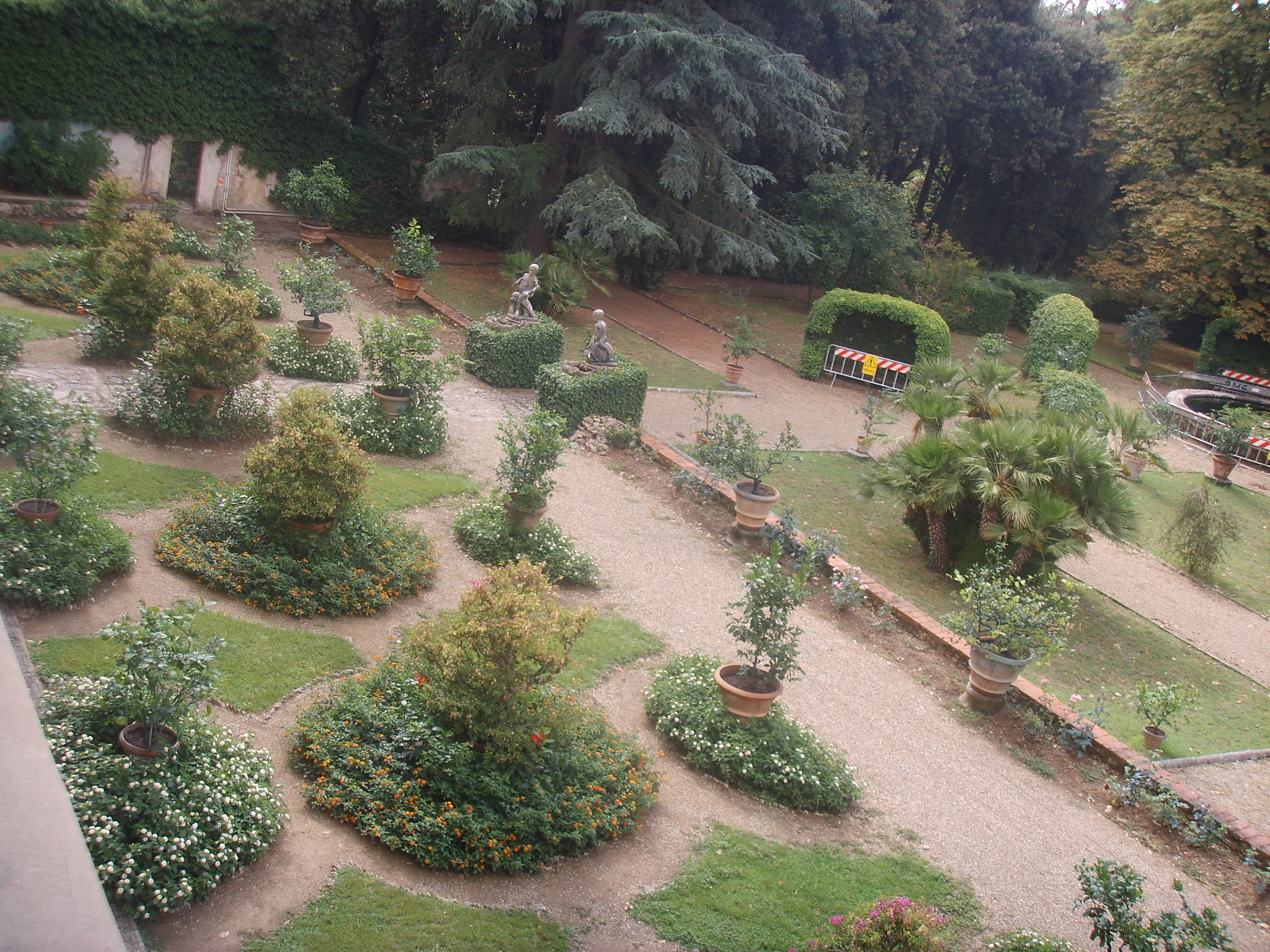
O jardim geométrico.

A villa possui tanto um jardim à italiana, com vista para a fachada principal, como um grande parque à inglesa que a circunda por todos os lados (embora notavelmente redimensionado em respito ao passado).

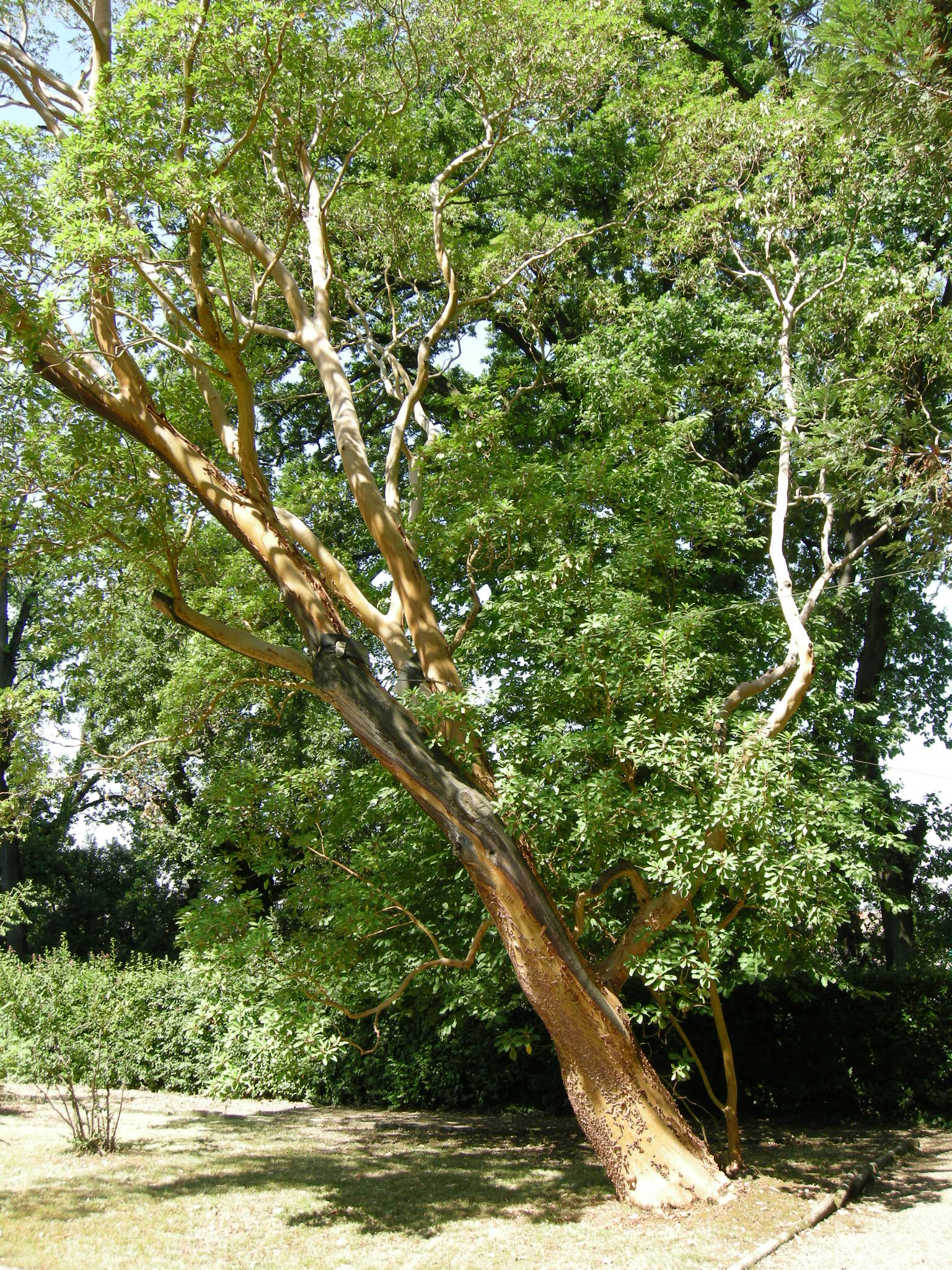
Um medronheiro da Grécia ("árvore da pele").

A forma actual do jardim provém da intervenção de Sir Joseph Sloane, que ali implantou numerosas espécies insólitas provenientes de todo o mundo: coníferas da Ásia e da Inglaterra, como os cedros do Líbano (um deles, no fundo do jardim, mostra ainda os sinais de um raio no seu tronco), pinheiros e abetos, medronheiros da Grécia, uma sequoia californiana, etcetera.
O jardim à italiana também foi decorado com grandes sebes feitas com arbustos de magnólia e romãzeiras, além das árvores raras já citadas, e também com dois castanheiros-da-índia, um com flores vermelho-rosadas e o outro com flores brancas. Ao centro do jardim foi colocado um grande tanque, enquanto que do lado onde se acrescentou a orangerie ainda hoje se conservam algumas espécies raras e antigas de citrinos (entre as mais valiosas encontra-se uma oryptomeria japonica e o taxus baccata cultivar fastigiata) e de palmeiras (washingtonia filifera, camaedorea elegans, phoenix canariensis e araucaria axcelsa).
Uma transformação posterior do jardim foi realizada com o deslocamento da estrada, que no final de 1837 passava ao lado da villa. Pôde, assim, ampliar-se o parque com uma nova via de acesso para as carruagens, a qual partia da nova entrada monumental, próximo da igreja de São Pedro em Careggi (chiesa di San Pietro a Careggi). No parque são numerosas as árvores de grande porte, plantadas sobretudo no século XIX (tílias, azinheiras, cedros), enquanto que no matagal se encontra bastante loureiro. Distingue-se um Pinus ponderosa, de tronco perfeitamente cilíndrico e muito altivo, uma sequoia californiana, distinguível pela casca profundamente sulcada, e próximo desta um calocedro, com ramos em candelabro. Entre outros exemplos notáveis encontram-se alguns Pinus jeffreyi, uma catalpa, alguns robles e carvalhos, um deles com tronco morto, mas relevante por ser considerado como originário da época dos Médici.